# Roberto Alagna

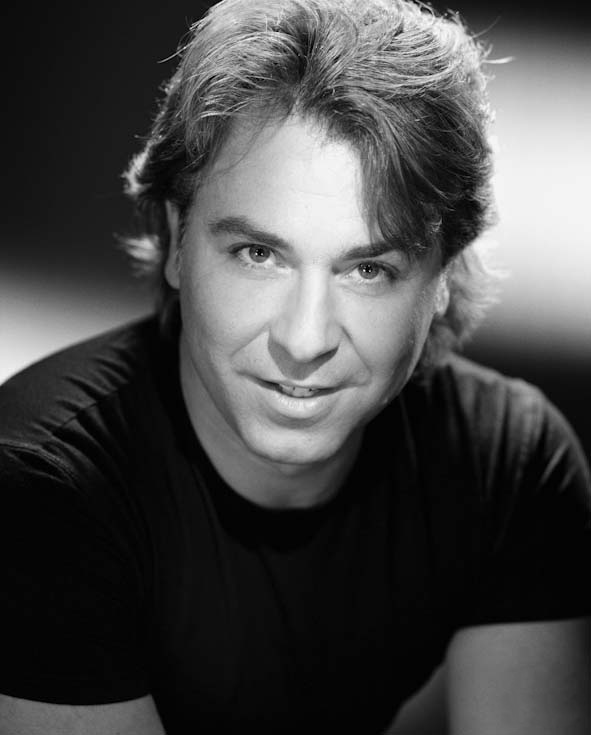
Roberto Alagna (2004)

Roberto Alagna (* 7. Juni 1963 in Clichy-sous-Bois, Frankreich) ist ein französischer Opernsänger (Tenor) italienischer Herkunft.

## Leben
Der Sohn italienischer Eltern wuchs in Paris auf, wo er auch Gesang studierte. 1988 gewann er in Philadelphia den Ersten Preis des Internationalen Pavarotti-Wettbewerbs. Der lyrische Tenor gab sein Operndebüt als Alfredo in Verdis La traviata bei der Glyndebourne Touring Opera. Die Partie sang er an vielen bekannten Opernhäusern, schließlich 1990 auch an der Mailänder Scala. Als Rodolfo in Puccinis La Bohème – einer weiteren Paraderolle – debütierte er 1992 am Royal Opera House in London. Bei der Produktion lernte er die rumänische Sopranistin Angela Gheorghiu kennen, mit der er seit 1996 verheiratet war und seitdem oft gemeinsam auftrat. Das Paar gab Anfang 2013 seine Trennung bekannt.
Dem Sänger wurden in der Vergangenheit Starallüren vorgeworfen, nachdem er etwa bei einer Vorstellung von Verdis Aida am 10. Dezember 2006 in der Mailänder Scala nach Buh-Rufen aus dem Publikum im Anschluss an die Arie Celeste Aida zu Beginn des 1. Aktes die Bühne verließ. Der als Einspringer engagierte Tenor Antonello Palombi sprang im fliegenden Wechsel ein, wenn auch ohne Kostüm, und rettete somit die Vorstellung. Alagna gab später die Erklärung ab, dass seine Stimme versagt habe, und zog sich für einige Zeit von der Bühne zurück.
Im Sommer 2008 wurden seine Operngalas in Deutschland, die er zusammen mit der Sopranistin Barbara Krieger bestritt, wieder mit stehenden Ovationen bedacht. Auch die Rolle des Radames in Aida sang er in verschiedenen Aufführungen wieder mit großem Erfolg, wie im Sommer 2014 beim Opernfestival im Théâtre Antique d’Orange in Orange, Süd-Frankreich. Sein Debüt bei den Bayreuther Festspielen 2018 in der Titelrolle des Lohengrin sagte er wegen Überlastung knapp einen Monat vor seinem geplanten Auftritt ab.
Neben seinen Auftritten an allen großen internationalen Opernbühnen hat er zahlreiche CDs aufgenommen, die vielfach ausgezeichnet wurden. Nach seinem ersten Abstecher in die 'leichte Muse' mit der CD Roberto Alagna chante Luis Mariano im Jahre 2005 nahm er 2008 die CD Il Siciliano auf.
Seit November 2015 ist er mit der polnischen Sängerin Alexandra Kurzak verheiratet. Ihre gemeinsame Tochter wurde 2014 geboren.

## Rollen (Auswahl)
- Alfredo in La traviata von Giuseppe Verdi
- Rodolfo in La Bohème von Giacomo Puccini
- Cavaradossi in Tosca von Giacomo Puccini
- Don José in Carmen von Georges Bizet
- Canio in Pagliacci von Ruggero Leoncavallo
- Roméo in Roméo et Juliette von Charles Gounod
- Radames in Aida von Giuseppe Verdi
- Chevalier Des Grieux in Manon von Jules Massenet
- Die Titelrolle in Don Carlos von Giuseppe Verdi
- Die Titelrolle in Faust von Charles Gounod
- Nemorino in L’elisir d’amore von Gaetano Donizetti
- Fritz Kobus in L’amico Fritz von Pietro Mascagni
- Die Titelrolle in Werther von Jules Massenet
- Marius in Marius et Fanny von Vladimir Cosma
- Der Verurteilte in Le dernier jour d'un condamné von seinem Bruder David Alagna. Roberto Alagna wirkte auch am Libretto mit.
- Ulysse in Pénélope von Gabriel Fauré
- Calaf in Turandot von Giacomo Puccini
- Hoffmann in Les contes d’Hoffmann von Jacques Offenbach

## Diskografie

### Alben
| Jahr | Titel                                      | Höchstplatzierung, Gesamtwochen, AuszeichnungChartplatzierungen (Jahr, Titel, Platzierungen, Wochen, Auszeichnungen, Anmerkungen) | Höchstplatzierung, Gesamtwochen, AuszeichnungChartplatzierungen (Jahr, Titel, Platzierungen, Wochen, Auszeichnungen, Anmerkungen) | Höchstplatzierung, Gesamtwochen, AuszeichnungChartplatzierungen (Jahr, Titel, Platzierungen, Wochen, Auszeichnungen, Anmerkungen) | Anmerkungen                                       |
| Jahr | Titel                                      | FR | BEW | CH | Anmerkungen                                       |
| ---- | ------------------------------------------ | --- | --- | --- | ------------------------------------------------- |
| 1996 | Chants sacrés                              | FR19 Gold · (6 Wo.)FR | — | — |                                                   |
| 2001 | Puccini: Tosca                             | FR89 (7 Wo.)FR | — | — | mit Angela Gheorghiu & Ruggero Raimondi           |
| 2002 | Donizetti: Lucie de Lammermoor             | FR150 (1 Wo.)FR | — | — | mit Natalie Dessay, Ludovic Tézier & Evelino Pidò |
| 2003 | Bizet: Carmen                              | FR59 (8 Wo.)FR | — | — | mit Angela Gheorghiu                              |
| 2005 | Chante Luis Mariano                        | FR4 Platin · (65 Wo.)FR | BEW13 (29 Wo.)BEW | CH89 (3 Wo.)CH |                                                   |
| 2006 | Tenor                                      | FR40 (27 Wo.)FR | BEW86 (3 Wo.)BEW | — |                                                   |
| 2006 | Viva Opéra!                                | FR43 (12 Wo.)FR | BEW29 (12 Wo.)BEW | — |                                                   |
| 2007 | Credo - Airs sacrés                        | FR18 Gold · (10 Wo.)FR | BEW56 (5 Wo.)BEW | — |                                                   |
| 2008 | Sicilien                                   | FR2 Gold · (73 Wo.)FR | BEW4 (32 Wo.)BEW | CH71 (6 Wo.)CH | mit Lionel Suarez                                 |
| 2009 | Le jongleur de Notre-Dame                  | FR198 (1 Wo.)FR | — | — |                                                   |
| 2009 | Sicilien - Live                            | FR56 (22 Wo.)FR | BEW72 (7 Wo.)BEW | — |                                                   |
| 2010 | Hommage à Luis Mariano - C’est magnifique! | FR27 (32 Wo.)FR | BEW53 (14 Wo.)BEW | — |                                                   |
| 2010 | Les stars du classique                     | FR191 (1 Wo.)FR | — | — |                                                   |
| 2011 | Pasión                                     | FR4 (36 Wo.)FR | BEW5 (29 Wo.)BEW | CH100 (1 Wo.)CH |                                                   |
| 2012 | Pasión Live                                | FR98 (6 Wo.)FR | BEW84 (5 Wo.)BEW | — |                                                   |
| 2013 | Verdi                                      | FR154 (1 Wo.)FR | — | — |                                                   |
| 2013 | Les 100 plus beaux airs de                 | FR167 (1 Wo.)FR | BEW96 (15 Wo.)BEW | — |                                                   |
| 2013 | Robertissimo                               | FR11 (16 Wo.)FR | BEW24 (24 Wo.)BEW | — |                                                   |
| 2014 | Little Italy                               | FR71 (5 Wo.)FR | BEW53 (11 Wo.)BEW | — |                                                   |
| 2014 | Ma vie est un opéra                        | FR33 (8 Wo.)FR | BEW36 (13 Wo.)BEW | — |                                                   |
| 2015 | Noël                                       | FR129 (5 Wo.)FR | BEW44 (8 Wo.)BEW | — |                                                   |
| 2016 | Malèna                                     | FR43 (13 Wo.)FR | BEW46 (22 Wo.)BEW | — |                                                   |
| 2018 | Puccini In Love                            | FR38 (11 Wo.)FR | BEW96 (9 Wo.)BEW | — | mit Aleksandra Kurzak                             |
| 2019 | Caruso 1873                                | FR40 (10 Wo.)FR | BEW84 (8 Wo.)BEW | — |                                                   |
| 2020 | Le chanteur                                | FR70 (12 Wo.)FR | BEW147 (1 Wo.)BEW | — |                                                   |

### Livealben
- 2005: Live in Paris (FR: Gold)

### Singles
| Jahr | Titel Album       | Höchstplatzierung, Gesamtwochen, AuszeichnungChartsChartplatzierungen (Jahr, Titel, Album, Platzierungen, Wochen, Auszeichnungen, Anmerkungen) | Anmerkungen |
| Jahr | Titel Album       | FR | Anmerkungen |
| ---- | ----------------- | --- | ----------- |
| 2003 | Petit Papa Noël – | FR91 (1 Wo.)FR |             |

## Auszeichnungen
- Laurence Olivier Award (1995)
- Chevalier de l’Ordre des Arts et des Lettres (1996)
- Victoire de la musique (1997)
- Médaille Vermeil de la Ville de Paris (2001)
- Officier de L’Ordre des Arts et des Lettres (2002)
- Ritter der Ehrenlegion (2008)
- Der Asteroid (260508) Alagna wurde nach ihm benannt (2013)
- Verleihung des Berufstitels Österreichischer Kammersänger (2015)[8]